# (4005) Dyagilev
(4005) Dyagilev ist ein Hauptgürtelasteroid, der am 8. Oktober 1972 von Ljudmyla Schurawlowa vom Krim-Observatorium aus entdeckt wurde.
Der Asteroid wurde nach dem russischen Impresario Sergei Pawlowitsch Djagilew (1872–1929) benannt.